# Taxiphyllum laevifolium
Taxiphyllum laevifolium là một loài Rêu trong họ Hypnaceae. Loài này được (Mitt.) W.R. Buck miêu tả khoa học đầu tiên năm 1987.